# (200032) 2007 PU43
(200032) 2007 PU43 es un asteroide que forma parte de los asteroides troyanos de Júpiter, descubierto el 12 de agosto de 2007 por el equipo del Lincoln Near-Earth Asteroid Research desde el Laboratorio Lincoln, Socorro, Nuevo México.

## Designación y nombre
Designado provisionalmente como 2007 PU43.

## Características orbitales
2007 PU43 está situado a una distancia media del Sol de 5,267 ua, pudiendo alejarse hasta 5,617 ua y acercarse hasta 4,917 ua. Su excentricidad es 0,066 y la inclinación orbital 6,088 grados. Emplea 4416,21 días en completar una órbita alrededor del Sol.

## Características físicas
La magnitud absoluta de 2007 PU43 es 13. Tiene 17,945 km de diámetro y su albedo se estima en 0,042.